# Grive coracine
Entomodestes coracinus
Espèce
Statut de conservation UICN

 LC  : Préoccupation mineure
La Grive coracine (Entomodestes coracinus) est une espèce de passereaux de la famille des Turdidae.